# Stockerau-Kremser Straße
Die Stockerau-Kremser Straße war eine Bundesstraße in Österreich, die von Stockerau über Kirchberg am Wagram nach Krems führte. Seit 1972 ist die Stockerau-Kremser Straße eine niederösterreichische Landesstraße und wird als L 14 bezeichnet.

## Geschichte
Die Stockerau-Kremser Straße wurde 1824 für den Verkehr freigegeben. Am 24. Juli 1824 genehmigte der damalige Kaiser Franz II. die Errichtung von zwei Mautstationen in Stetteldorf am Wagram und Hadersdorf am Kamp.
Die Straße von Krems über Hadersdorf an die Horner Straße nächst Stockerau gehört zu den 17 Straßen, die 1866 zu niederösterreichischen Landesstraßen erklärt wurden. 1870 wurde die Maut auf den niederösterreichischen Landesstraßen abgeschafft. Das niederösterreichische Landesstraßengesetz vom 19. April 1894 verwendet den Begriff Landesstraße nicht mehr, die bisherigen Landesstraßen wurden in Bezirksstraßen I. Klasse umgewandelt.
Nach dem Anschluss Österreichs wurde diese Straße im Zuge der Vereinheitlichung des Straßensystems am 1. April 1940 in eine Landstraße I. Ordnung umgewandelt und als Teilstrecke der L.I.O. 3 geführt. Am 23. März 1942 wurde sie durch einen Erlass des Generalinspekteurs für das Deutsche Straßenwesen zur Reichsstraße erklärt und als Reichsstraße 409 bezeichnet.
Die Stockerau-Kremser Straße gehörte ab dem 1. April 1948 zum Netz der Bundesstraßen in Österreich. Ab 1949 wurde sie als B 3 bezeichnet.
Die Neubaustrecke der Donau Straße zwischen Stockerau und Krems ersetzte am 1. Jänner 1972 die Stockerau-Kremser Straße über Hausleiten und Kirchberg am Wagram. Die Nummer B 3 wird seit 1971 für die Donau Straße verwendet.